# Сан Амбросио, Ла Асијенда (Сан Франсиско де Кончос)
Сан Амбросио, Ла Асијенда (шп. San Ambrosio, La Hacienda) насеље је у Мексику у савезној држави Чивава у општини Сан Франсиско де Кончос. Насеље се налази на надморској висини од 1238 м.

## Становништво
Према подацима из 2010. године у насељу је живело 11 становника.

### Хронологија
| Година       | 2000 | 2005        | 2010 |
| ------------ | ---- | ----------- | ---- |
| Становништво | 10   | 23 (15 / 8) | 11   |

### Попис
| # | Индикатор                     | Вредност |
| - | ----------------------------- | -------- |
| 1 | Укупно домаћинстава           | 2        |
| 2 | Укупно насељених домаћинстава | 2        |
| 3 | Величина локације             | 1        |